# Oncylocotis
Oncylocotis is een geslacht van wantsen uit de familie van de Enicocephalidae. Het geslacht werd voor het eerst wetenschappelijk beschreven door Carl Stål in 1856.

## Soorten
Het genus bevat de volgende soorten:

- Oncylocotis aerius (Bergroth, 1912)
- Oncylocotis aeronauta (Bergroth, 1906)
- Oncylocotis aethiopicus (Jeannel, 1942)
- Oncylocotis alluaudi (Jeannel, 1942)
- Oncylocotis angolensis (Villiers, 1959)
- Oncylocotis angustus (Jeannel, 1942)
- Oncylocotis anthocoroides (Walker, 1873)
- Oncylocotis australis Maldonado, 1993
- Oncylocotis bakeri (Bergroth, 1918)
- Oncylocotis barbatus (Bergroth, 1906)
- Oncylocotis basalis (Westwood, 1837)
- Oncylocotis bellicus (Distant, 1910)
- Oncylocotis braunsi (Bergroth, 1903)
- Oncylocotis carayoni (Villiers, 1948)
- Oncylocotis cerus Maldonado, 1993
- Oncylocotis chevalieri Villiers, 1969
- Oncylocotis concolor (Champion, 1898)
- Oncylocotis cupressi Stys, 1999
- Oncylocotis dimorphus (Jeannel, 1942)
- Oncylocotis dubius (Jeannel, 1919)
- Oncylocotis elegans (Villiers, 1960)
- Oncylocotis femoralis Maldonado, 1993
- Oncylocotis fragrans (Bergroth, 1906)
- Oncylocotis freudei (Villiers, 1962)
- Oncylocotis froeschneri Stys, 1986
- Oncylocotis fungicola (Kirkaldy, 1908)
- Oncylocotis geniculatus (Villiers, 1963)
- Oncylocotis gillonae (Villiers, 1965)
- Oncylocotis grandissimus (Villiers, 1968)
- Oncylocotis hirsutus (Villiers, 1960)
- Oncylocotis inexpectatus Stys, Banar & Drescher, 2010
- Oncylocotis jeanneli (Villiers, 1955)
- Oncylocotis lamottei (Villiers, 1963)
- Oncylocotis lautereri Baňař & Štys, 2013
- Oncylocotis leechi Villiers, 1969
- Oncylocotis leoninus (Jeannel, 1942)
- Oncylocotis limbatipennis (Distant, 1911)
- Oncylocotis lombocensis (Breddin, 1899)
- Oncylocotis macgilivryi (Bergroth, 1915)
- Oncylocotis maeandriger (Breddin, 1905)
- Oncylocotis majusculus (Distant, 1902)
- Oncylocotis marginalis Maldonado, 1993
- Oncylocotis maximus (Villiers, 1948)
- Oncylocotis maynei Villiers, 1969
- Oncylocotis mellinus (Distant, 1910)
- Oncylocotis micropterus Villiers, 1969
- Oncylocotis minusculus (Villiers, 1963)
- Oncylocotis mirei (Villiers, 1948)
- Oncylocotis monticola Villiers, 1969
- Oncylocotis myersi (Villiers, 1962)
- Oncylocotis nasutus Stål, 1855
- Oncylocotis neotenicus Stys, 1982
- Oncylocotis nigripennis Villiers, 1969
- Oncylocotis occipitalis (Jeannel, 1942)
- Oncylocotis odoratus Villiers, 1969
- Oncylocotis pauliani Villiers, 1969
- Oncylocotis planquettei Villiers, 1965
- Oncylocotis rasus (Villiers, 1960)
- Oncylocotis reductus Stys, 1999
- Oncylocotis robustus (Distant, 1903)
- Oncylocotis ruwenzoriensis (Villiers, 1968)
- Oncylocotis saegeri (Villiers, 1962)
- Oncylocotis saetosus (Jeannel, 1942)
- Oncylocotis schoutedeni (Villiers, 1956)
- Oncylocotis shirozui Miyamoto, 1965
- Oncylocotis slateri Villiers, 1972
- Oncylocotis squamulosus (Villiers, 1968)
- Oncylocotis stehliki Baňař & Štys, 2013
- Oncylocotis stuckenbergae (Villiers, 1964)
- Oncylocotis swezeyi Usinger, 1946
- Oncylocotis synavei (Villiers, 1968)
- Oncylocotis tasmanicus (Westwood, 1837)
- Oncylocotis telescopicus (Kirby, 1891)
- Oncylocotis terreus Villiers, 1969
- Oncylocotis tortonesei Villiers, 1969
- Oncylocotis transvaalensis Villiers, 1972
- Oncylocotis typicus (Villiers, 1962)
- Oncylocotis upembensis Villiers, 1969
- Oncylocotis usingeri (Villiers, 1962)
- Oncylocotis vadoni Villiers, 1969
- Oncylocotis wallacei (Distant, 1902)
- Oncylocotis wittei (Villiers, 1954)